# Nouacers
Les nouacers, nouassers ou nwassers sont un mets à base de pâtes et une spécialité tunisienne.

## Origine
Selon l'historien Abdessatar Amamou, les nouacers auraient été créées à l'époque des Hafsides ; leur nom aurait été inspiré du dinar nacérien, carré et de couleur dorée, apparu à cette époque.

## Préparation
La pâte, faite de semoule, d'eau et de sel, est découpée en minces carrés et séchée au soleil. La cuisson se fait ensuite à la vapeur.

## Dégustation
Nappées de sauce tomate avec des pommes de terre et du poivron (cuit dans la sauce ou frit), les nouacers accompagnent toutes les viandes (poulet, mouton, kaddid, etc.) mais plus particulièrement l’osban (boyaux et tripes farcis).